# Aclytia pydna
Aclytia pydna là một loài bướm đêm thuộc phân họ Arctiinae, họ Erebidae.